# Уитман (Масачузетс)
Уитман (на английски: Whitman) е град в североизточната част на Съединените американски щати, част от окръг Плимът на щата Масачузетс. Населението му е около 14 500 души (2010).
Разположен е на 34 метра надморска височина, на 22 километра западно от брега на Атлантическия океан и на 30 километра южно от центъра на Бостън. Селището е обособено през 1875 година, когато е отделено от разположения на север Абингтън. По това време то е местен център на обувната промишленост.

## Известни личности
Родени в Уитман
- Франсис Спелман (1889 – 1967), духовник